# Moscú no cree en las lágrimas
Moscú no cree en las lágrimas (en ruso Москва слезам не верит, transliterado Moskvá slezam ne vérit) es una película soviética de 1979 hecha por Mosfilm. Fue escrita por Valentín Chernyj y dirigida por Vladímir Menshov. Los papeles principales fueron representados por la esposa de Menshov, Vera Aléntova y por Alekséi Batálov. La película ganó el Oscar a la mejor película extranjera en 1980. Su título en Hispanoamérica fue Moscú no cree en lágrimas.

## Argumento
Cuenta la historia de tres amigas y sus relaciones, abordando las esperanzas, frustraciones y realizaciones desde la juventud hasta la madurez. La película trata en profundidad de las relaciones interpersonales en diversos niveles sociales y culturales de la sociedad soviética. Se desarrolla desde 1958 (el apogeo de la administración de Jrushchov) hasta fines de los setenta (momento en que se rodó el filme). El enfoque de esta película es abordar de manera multifacética los problemas personales de los ciudadanos comunes dentro de la sociedad. Así se abordan los problemas de la pareja para encajar con el nivel social de su contraparte. En este contexto, este film rompe con muchos patrones de conducta sociales y se mete de lleno al sentimiento de amor dentro de los valores de la persona por la persona misma y no por sus posesiones sociales. También resulta muy interesante el enfoque sobre la lucha de la madre soltera por abrirse paso en una vida sentimental difícil, aprovechando las posibilidades que le da el entorno con un gran esfuerzo personal. Otros aspectos secundarios pero no menos interesantes como testimonio de aquella sociedad es el hecho que se aborden los problemas de marginalidad étnica en los barrios de Moscú, el control de los hijos adolescentes sobre los padres o la dificultad del hombre para convivir con una mujer mejor situada socialmente que él mismo, lo que llamaríamos en otras palabras "el machismo". No podemos dejar de mencionar el fuerte enfoque a la problemática del alcoholismo. Pero a pesar de todas las dificultades que afrontan los personajes, la película es esencialmente un canto al esfuerzo personal y al amor generoso, que es a fin de cuentas lo que más nos acerca a la felicidad, a pesar de todas las dificultades de la vida.

## Reparto
- Vera Aléntova - Katerina
- Irina Muravyova - Lyudmila
- Raísa Ryazánova - Antonina
- Alekséi Batálov - Gosha
- Aleksandr Fatyushin - Serguéi Gurin
- Borís Smorchkov - Nikolái
- Víktor Uralsky - Padre de Nikolái
- Valentina Ushakova - Madre de Nikolái
- Yuri Vasíliev - Rodión Rachkov
- Yevguéniya Janáyeva - Madre de Rachkov
- Zoya Fiódorova - Seguridad del albergue
- Natalya Vavílova - Aleksandra
- Liya Ajedzhákova - Olga Pávlovna, Directora del Club
- Oleg Tabakov - Vladímir, amante de Katerina
- Vladímir Básov - Antón Kruglov
- Apariciones:
  - Andréi Voznesenski
  - Innokenti Smoktunovski
  - Georgui Yumátov
  - Leonid Jaritónov
  - Tatyana Kónyujova
  - Pável Rudakov y Veniamín Necháiev

## Premios y reconocimientos
- La película ganó el Óscar a la mejor película extranjera en 1980 y fue seleccionada para participar en el Intercambio de Cine Internacional.
- La película fue nominada para el Oso de oro en el Trigésimo Festival Internacional de Cine de Berlín (1980).[1]
- Vera Aléntova fue nombrada como la mejor actriz de la URSS por su actuación en esta película, de acuerdo con una encuesta hecha por el diario "Sovetskij Ekran" (1980).
- En 1981 recibió el Premio Estatal de la URSS.[2]
- El presidente estadounidense Ronald Reagan vio la película varias veces antes de sus reuniones con el Presidente de la Unión Soviética, Mijaíl Gorbachov, con el fin de obtener una mejor comprensión del "alma rusa".[3][4]

## Canciones de la película
- Александра (Aleksandra), letra de Yuri Vízbor y Dmitri Sújarev, música de Serguéi Nikitin quien interpreta la canción con Tatiana Nikítina
- La Paloma de Sebastián de Iradier y Salaverri
- Bésame mucho de Consuelo Velázquez
- Daddy Cool de Frank Farian y George Reyam del grupo Boney M.
- Диалог у новогодней елки (Diálogo al pie del árbol de Navidad), letra de Yuri Levitanski, música de Serguéi Nikitin quien interpreta la canción con Tatiana Nikítina
- Давай закурим (Davái zakúrim / "Vamos a fumar"), letra de Iliá Frénkel, música de Modest Tabáchnikov, intérprete Klávdiya Shulzhenko
- La cumparsita de Gerardo Matos Rodríguez